# Stinger (cocktail)
Pour les articles homonymes, voir Stinger.
Un Stinger est un digestif et un cocktail officiel de l'IBA, composé de cognac (ou de Brandy) et de crème de menthe.

## Histoire
Ce cocktail (ou digestif) à base de cognac est une variante des cocktails Chicago (au triple sec), French Connection (à l'Amaretto), Sidecar (au Cointreau), ou Prince of Wales (au champagne et jus d'ananas)... Il est créé avec succès, sous divers noms, dans les années 1890 aux États-Unis,,,,, dont « The Judge » du guide The Flowing Bowl de 1892, du barman William Schmidt. Il apparaît plus tard sous le nom de Stinger dans les guides des cocktails Drinks de 1914, de Jacques Straub   ou The Ideal Bartender de 1917, de Tom Bullock. 

## Recette
Recette officielle de l'Association internationale des barmen (IBA) :
- 5 cl de cognac (ou Brandy) ;
- 2 cl de crème de menthe blanche.

Frapper avec de la glace, puis filtrer le tout dans un verre à Martini refroidi. Ajouter éventuellement une feuille de menthe pour le décor.

## Quelques variantes
- Stinger Junior : avec 3 cl de cognac et 3 cl de crème de menthe.
- Stinger Senior : avec 6 cl de cognac et 3 cl de crème de menthe.
- Stinger Royal : avec de l'absinthe
- Amaretto Stinger : avec de l'amaretto à la place de la crème de menthe.
- Irish Stinger : avec de la liqueur de crème de whisky irlandaise.
- Mexican Stinger : avec de la tequila à la place du brandy.
- Vodka Stinger : avec de la vodka à la place du brandy.
- Gin Stinger ou White Way : avec du gin à la place du brandy.
- Stinger Sour : avec du bourbon, du schnaps à la menthe poivrée et de jus de citron.

## Au cinéma
Il apparaît dans de nombreux films ou romans, en particulier de James Bond :
- 1947 : Honni soit qui mal y pense, d'Henry Koster, Cary Grant commande une tournée de Stingers.
- 1948 : La Grande Horloge, de John Farrow.
- 1950 : Le Violent, de Nicholas Ray, avec Humphrey Bogart.
- 1956 : Haute Société, de Charles Walters, avec Bing Crosby et Frank Sinatra, et Grace Kelly.
- 1957 : Embrasse-la pour moi, de Stanley Donen, avec Cary Grant et Jayne Mansfield.
- 1965 : Opération Tonnerre (James Bond) de Terence Young.
- 1971 : Les diamants sont éternels (James Bond) de Guy Hamilton

## Littérature
- 1956 : Les diamants sont éternels (James Bond), de Ian Fleming.
- 1963 : L'Espion qui venait du froid, de John le Carré
- 1991 : Corto Maltese. Una Ballata del mare salato, d'Hugo Pratt ("Pendant ce temps, sur la passerelle, Wilson et Groosvenore buvaient leur cocktail préféré, un stinger.")